# Mika Pobric
Mika Malik Pobric (* 10. Juni 2007) ist ein deutsch-bosnischer Fußballspieler.  

## Verein
Pobric durchlief seit der U10 alle Jugendmannschaften bei Alemannia Aachen. Für die U19 spielte er in der U19-DFB-Nachwuchsliga. Im Januar 2025 unterschrieb Pobric seinen ersten Profivertrag.
Sein Debüt für die Profis der Alemannia gab Pobric am 17. Mai 2025 (38. Spieltag). Bei der 1:2-Niederlage am letzten Spieltag der 3. Fußball-Liga 2024/25 gegen den SV Wehen Wiesbaden, wurde er in der 81. Spielminute für Bentley Baxter Bahn eingewechselt. 